# 托尔斯滕·扬森
托尔斯滕·扬森（德語：Torsten Jansen，1976年12月23日—），德国男子手球运动员。他曾代表德国参加2004年和2008年夏季奥林匹克运动会手球比赛，其中2004年奥运会获得一枚银牌。